# Ratusz w Wołowie
Ratusz w Wołowie – powstał w 1692, później był wielokrotnie rozbudowywany. Spalony w 1945, w latach 1958-1962 został zrekonstruowany. Obecnie jest siedzibą władz miejskich Wołowa.

## Historia
Ratusz w Wołowie został wzniesiony w roku 1692, a w latach 1689-1767 był powiększany. W okresie od 1818-1922 kilkukrotnie powiększono bryłę, a w latach 1820-1840 przebudowano wnętrza budynku. W roku 1945 na skutek działań wojennych ratusz spłonął, a następnie w latach 1958-1962 został zrekonstruowany, według projektu wrocławskiego architekta Mirosława Przyłęckiego.
 
Decyzjami wojewódzkiego konserwatora zabytków z dnia 10 października 1956 oraz z 24 listopada 1956 roku ratusz został wpisany do rejestru zabytków. 

## Architektura
Ratusz w Wołowie składa się z następujących części: budynku głównego, wieży, budynku celnego, wartowni i domu wagi. Starsza część posiada dachy dwuspadowe, ujęte w szczyty o wolutowym wykroju z trójkątnymi przyczółkami, część nowsza nakryta jest dachami łamanymi. Wieża w dolnej części jest czworoboczna, wyżej przechodzi w ośmiobok, nakryta jest cebulastym hełmem z latarnią. Główne wejście do budowli posiada dwubiegowe schody i barokowy portal z kartuszem. We wnętrzach ratusza znajdują się sklepienia kolebkowe oraz stylowa restauracja. Przed głównym wejściem jest umiejscowiona figura św. Jana Nepomucena, pochodząca z 1723 roku. Obecnie ratusz jest siedzibą władz miejskich Wołowa.

## Galeria

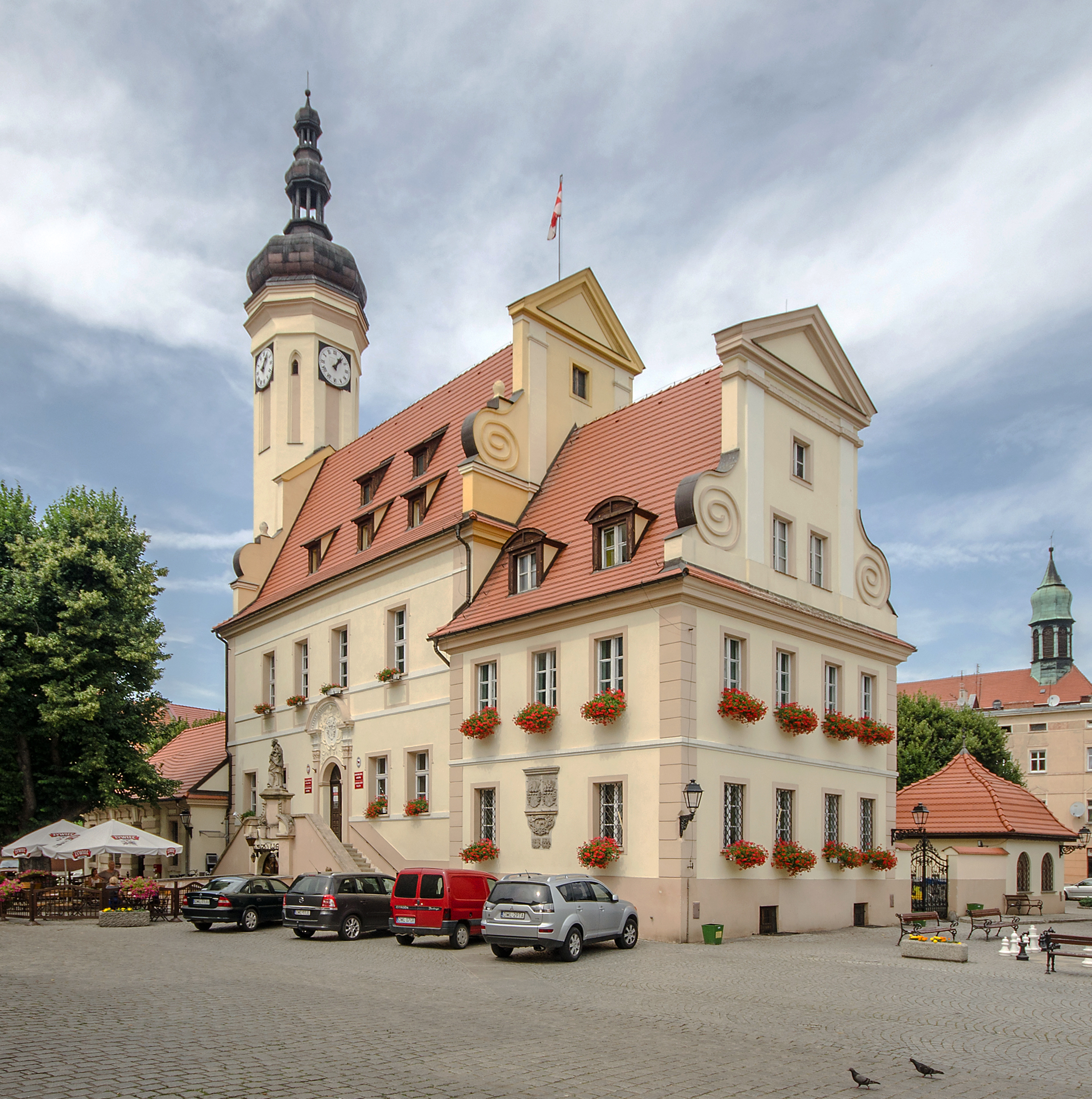
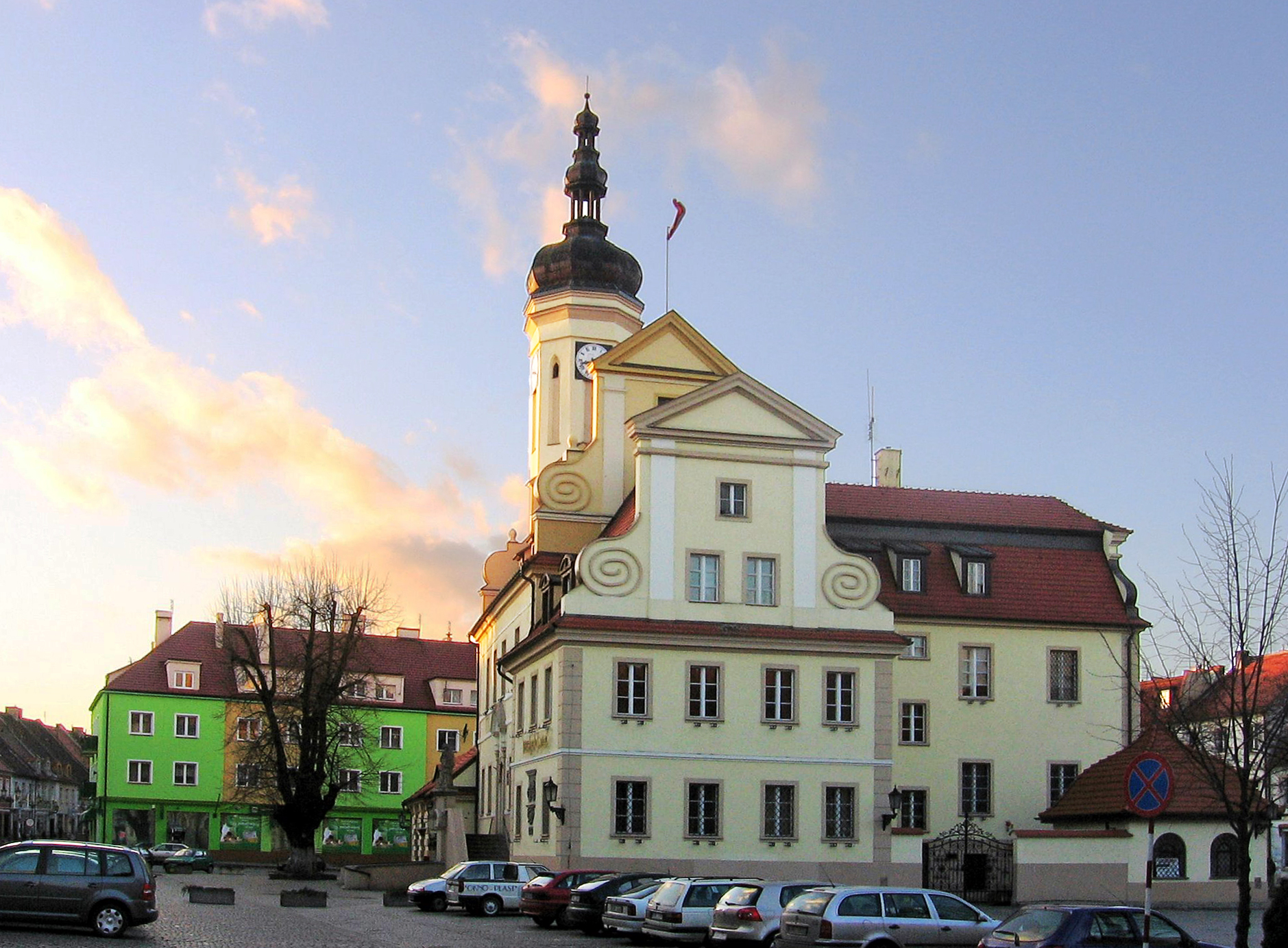
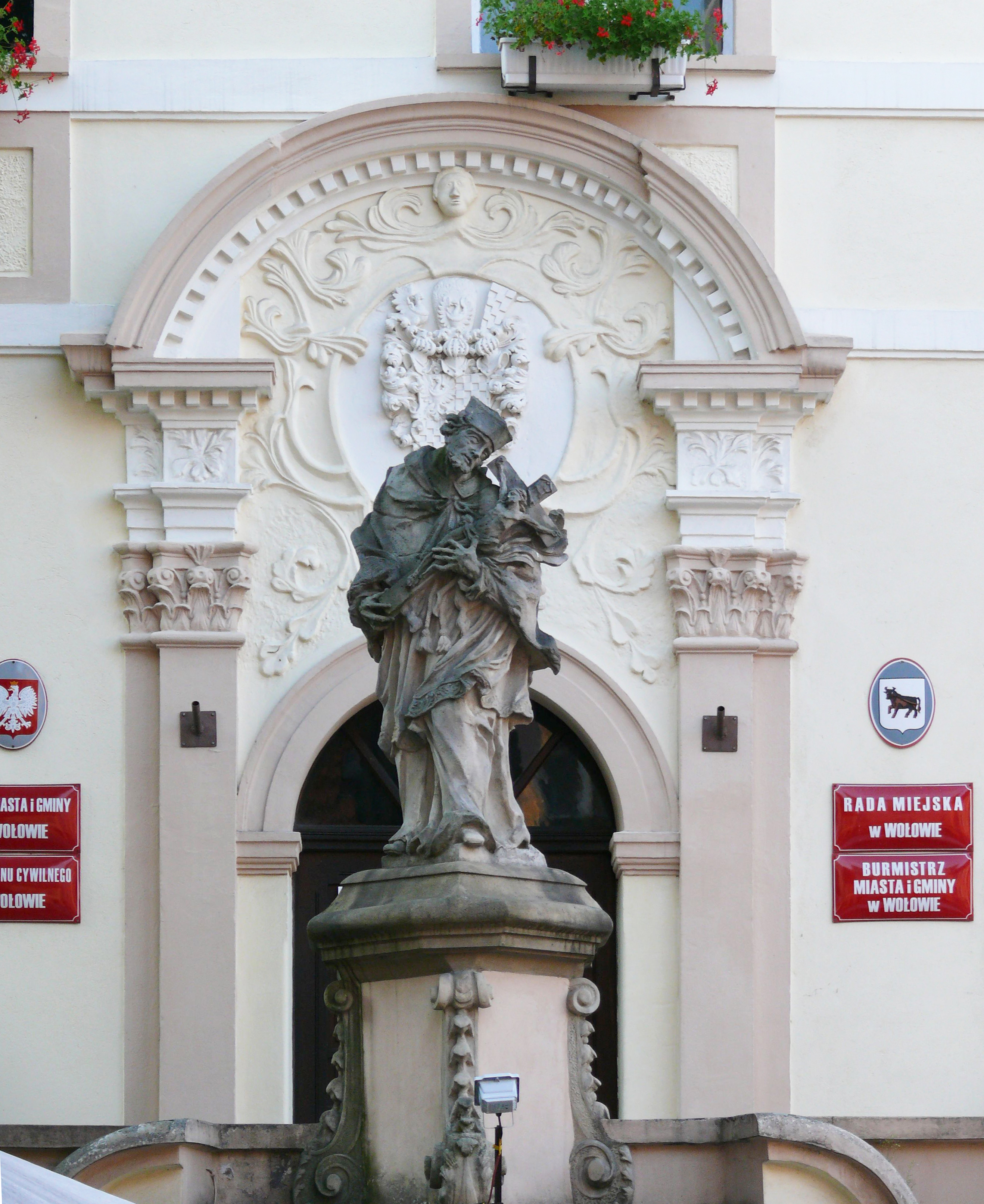
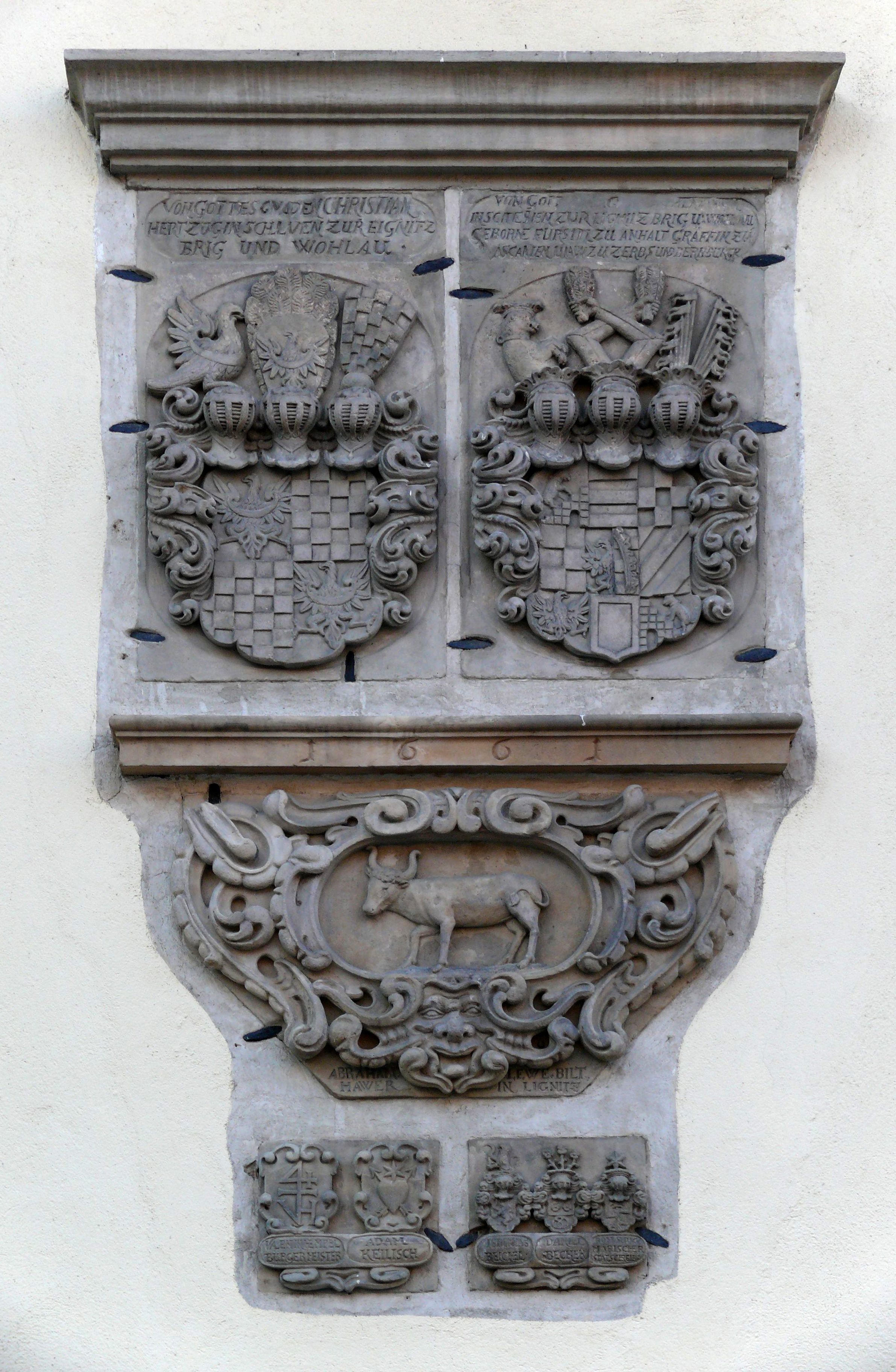